# 장인원
장인원(張寅源, 1870년 3월 29일 ~ 1949년 3월 18일)은 조선귀족 장석주의 아들로, 일제강점기에 남작 작위를 물려받았다. 장인옹(張寅滃)이라고도 한다.

## 생애
1899년 한성부의 정부요인 자택에서 폭탄 테러 사건이 일어나면서 이 사건에 연루되었다는 혐의를 받고 일본으로 도피하였다. 장인옹이라는 이름은 이때 일본에서 사용했다. 당시 장석주 역시 아관파천으로 친일 내각이 붕괴하면서 일본에 망명해 있던 상태였다.
이후 일본의 세력이 커지면서 1907년 경에 귀국하였고, 1908년에 충청남도 전의군 군수를 맡은 뒤 한일 병합 조약 체결 후까지도 약 16년 동안 조선총독부의 지방 군수를 지냈다. 1912년 일본 정부로부터 한국병합기념장을 수여받았고, 1914년에는 조선귀족 장석주의 작위를 물려받을 아들로서의 명예를 표창받아 종5위에 서위되었다.
1915년 충남 지방토지조사위원회의 임시위원을 맡았고, 1921년에는 조선총독부 중추원 참의에 임명되었다. 같은 해 아버지 장석주가 사망하여 장인원이 남작 작위를 습작하였다. 남작 신분으로 평안북도 창성군 군수로 근무하며 쌓은 공적을 인정받아 1926년 훈6등 서보장도 수여받았다.
2002년 발표된 친일파 708인 명단과 2008년 민족문제연구소에서 친일인명사전에 수록하기 위해 정리한 친일인명사전 수록예정자 명단에 장석주와 함께 수록되었다. 2007년 대한민국 친일반민족행위진상규명위원회가 발표한 친일반민족행위 195인 명단에도 들어 있다.

## 같이 보기
- 조선총독부 중추원
- 장석주

## 참고자료
- 친일반민족행위진상규명위원회 (2007년 12월). 〈장인원〉 (PDF). 《2007년도 조사보고서 II - 친일반민족행위결정이유서》. 서울. 512~519쪽쪽. 발간등록번호 11-1560010-0000002-10. [깨진 링크(과거 내용 찾기)]